# Lista över Iraks världsarv
Lista över Iraks världsarv avser de av Unesco listade världsarv som finns i Irak.
Irak har fyra listade världsarv varav tre är betraktade som hotade. I maj 2015 rapporterade flera nyhetsmedia att Islamiska staten förstört historiska monument i Hatra. Enligt påstått bekräftade källor sprängde Islamiska staten Ashur 2015.

## Iraks kulturarv
| Namn Unesco ref. nr. | Bild | Plats                                                 | Kategori (från år)             | Kriteriera        |
| --- | ---- | ----------------------------------------------------- | ------------------------------ | ----------------- |
| Arkeologiska staden Samarra 276 |      | Saladin 34°20′28″N 43°49′25″Ö / 34.34111°N 43.82361°Ö | Kulturellt (2007) Hotat (2007) | (ii)(iii)(iv)     |
| Hatra 277 |      | Ninawa 35°35′17″N 42°43′6″Ö / 35.58806°N 42.71833°Ö   | Kulturellt (1985) Hotat (2015) | (ii)(iii)(iv)(vi) |
| Ashur (Qal'at Sherqat) 1130 |      | Saladin 35°27′5″N 42°15′19″Ö / 35.45139°N 42.25528°Ö  | Kulturellt (2003) Hotat (2003) | (iii)(iv)         |
| Erbils citadell 1437 |      | Arbil 36°11′28″N 44°0′33″Ö / 36.19111°N 44.00917°Ö    | Kulturellt (2014)              | (iv)              |
| a (i) att representera ett mästerverk av mänsklig kreativ genialitet (ii) att uppvisa en viktig utbyte av mänskliga värden, över en tidsperiod eller inom ett kulturområde av världen, om utvecklingen inom arkitektur eller teknik, monumental konst, stadsplanering eller landskapsdesign (iii) att bära en unik eller åtminstone exceptionella vittnesbörd om en kulturell tradition eller en civilisation som lever eller som har försvunnit (iv) att vara ett enastående exempel på en typ av byggnad, arkitektur eller tekniska helhet eller landskap som illustrerar ett signifikant steg i mänsklighetens historia (v) att vara ett enastående exempel på en traditionell mänsklig bosättning, på land, eller till havs som är representativ för en kulturell, eller mänsklig interaktion med miljön, särskilt när det har blivit sårbar under inflytande av oåterkallelig förändring (vi) att direkt eller konkret förknippas med händelser eller levande traditioner, med idéer, eller med tro, med konstnärliga och litterära verk av enastående universell betydelse. (Kommittén anser att detta kriterium helst bör användas i kombination med andra kriterier) (vii) att innehålla ypperlig naturfenomen eller områden med exceptionell naturskönhet och estetisk betydelse (viii) att vara enastående exempel som representerar viktiga skeden av jordens historia, inklusive livets påverkan, betydande pågående geologiska processer i utvecklingen av landformationer, eller betydande geomorfologisk eller fysiografisk egenheter (ix) att vara enastående exempel som representerar betydande pågående ekologiska och biologiska processer i evolutionen och utvecklingen av jorden, vattnet, kust- och marina ekosystem och gemenskaper av växter och djur (x) att innehålla de viktigaste och mest betydelsefulla livsmiljöer för in situ-bevarande av den biologiska mångfalden, inklusive sådana som innehåller hotade arter av särskilt stort universellt värde ur vetenskapligt eller bevarande syfte |      |                                                       |                                |                   |